# Hươu cao cổ Angola
Hươu cao cổ Angola (Giraffa camelopardalis angolensis), còn được gọi là hươu cao cổ Nam Phi, là một phân loài của hươu cao cổ được tìm thấy ở bắc Namibia, tây nam Zambia, Botswana và tây Zimbabwe.

## Phân loại học
Một nghiên cứu di truyền năm 2009 về phân loài này cho thấy các quần thể ở sa mạc Namib phía bắc và Công viên Quốc gia Etosha mỗi quần thể tạo thành một phân loài riêng biệt. Tuy nhiên, các nghiên cứu di truyền dựa trên DNA ty thể không hỗ trợ sự phân chia thành hai phân loài., nhưng có thể xác định hươu cao cổ ở miền nam Zimbabwe là hươu cao cổ Angola, cho thấy sự phân bố xa hơn về phía đông so với dự kiến.

## Miêu tả
Phân loài này có các đốm nâu lớn với các cạnh có khía nhọn hoặc có phần mở rộng góc cạnh. Các vết đốm kéo dài khắp chân nhưng không có ở phần trên của khuôn mặt. Các mảng ở cổ và mụn có xu hướng khá nhỏ. Các loài phụ cũng có một vết tai màu trắng.

## Môi trường sống
Phạm vi lãnh thổ của hươu cao cổ Angola lớn hơn ở những khu vực kém phì nhiêu như sa mạc Namib và nhỏ hơn nhiều ở những khu vực phì nhiêu hơn như Vườn quốc gia Hồ Manyara.

## Sự bảo tồn
Khoảng 13.000 động vật được ước tính vẫn còn trong tự nhiên; và khoảng 20 con được giữ trong các vườn thú.

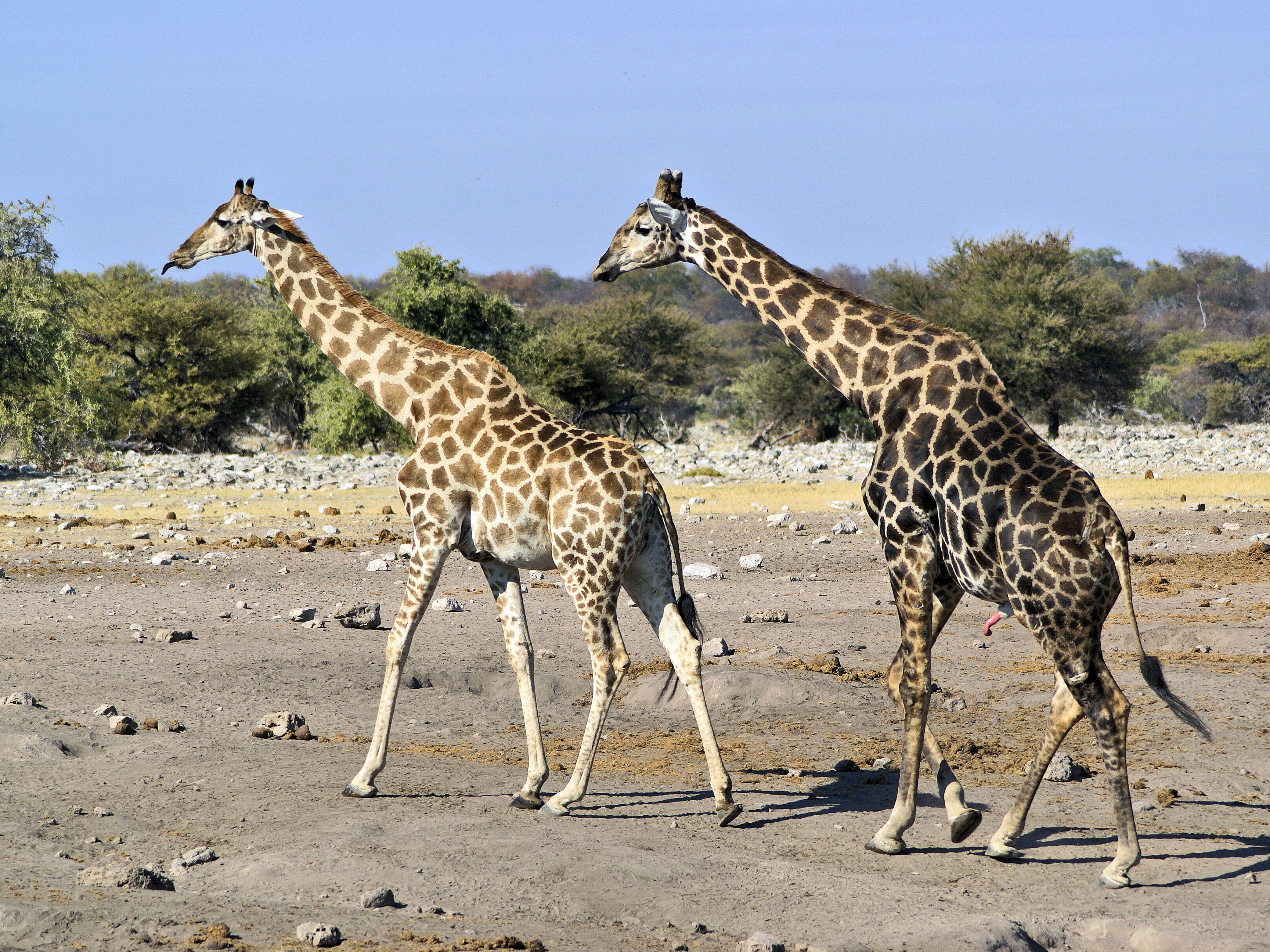
Tán tỉnh
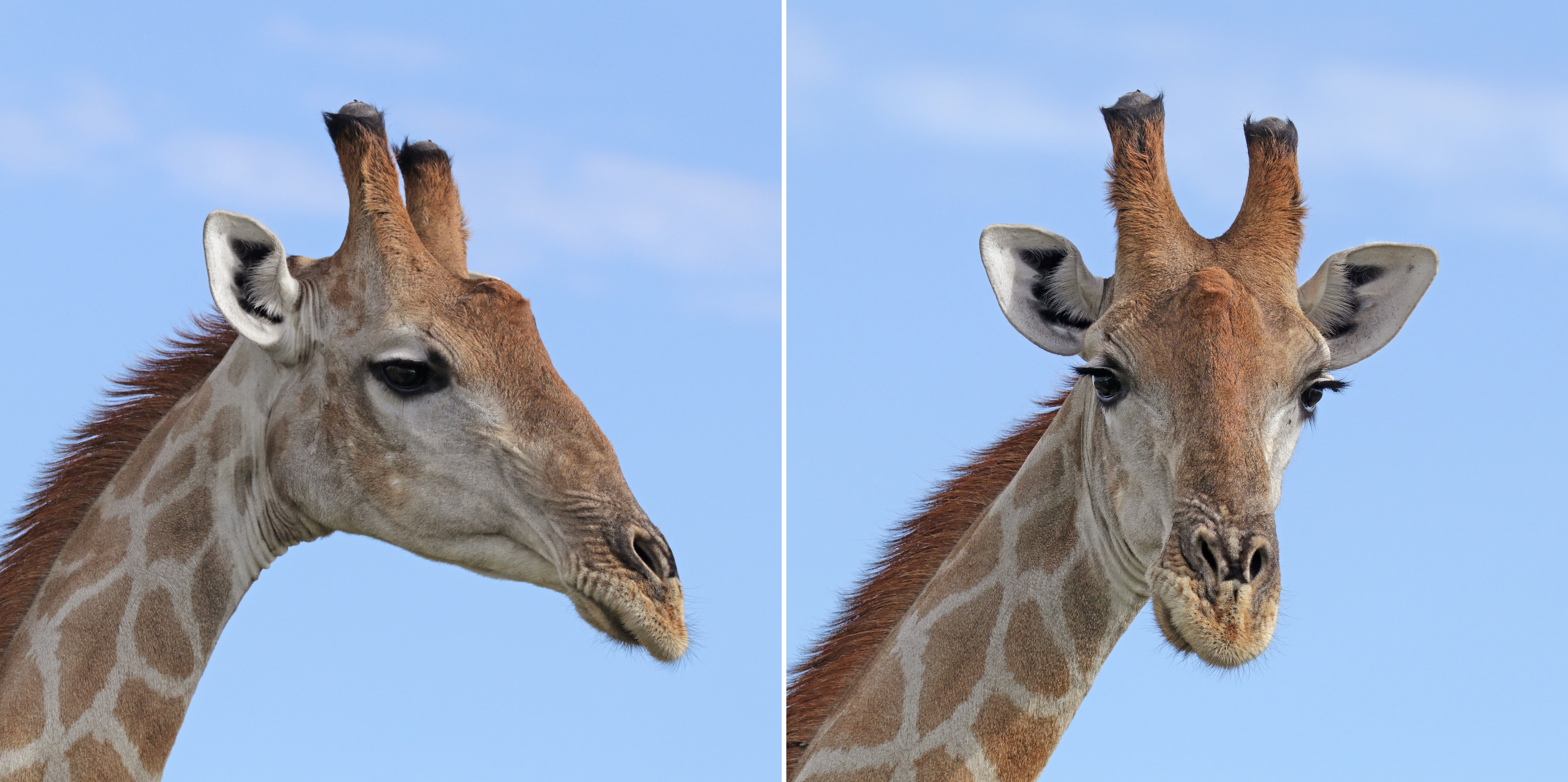
Giống đực
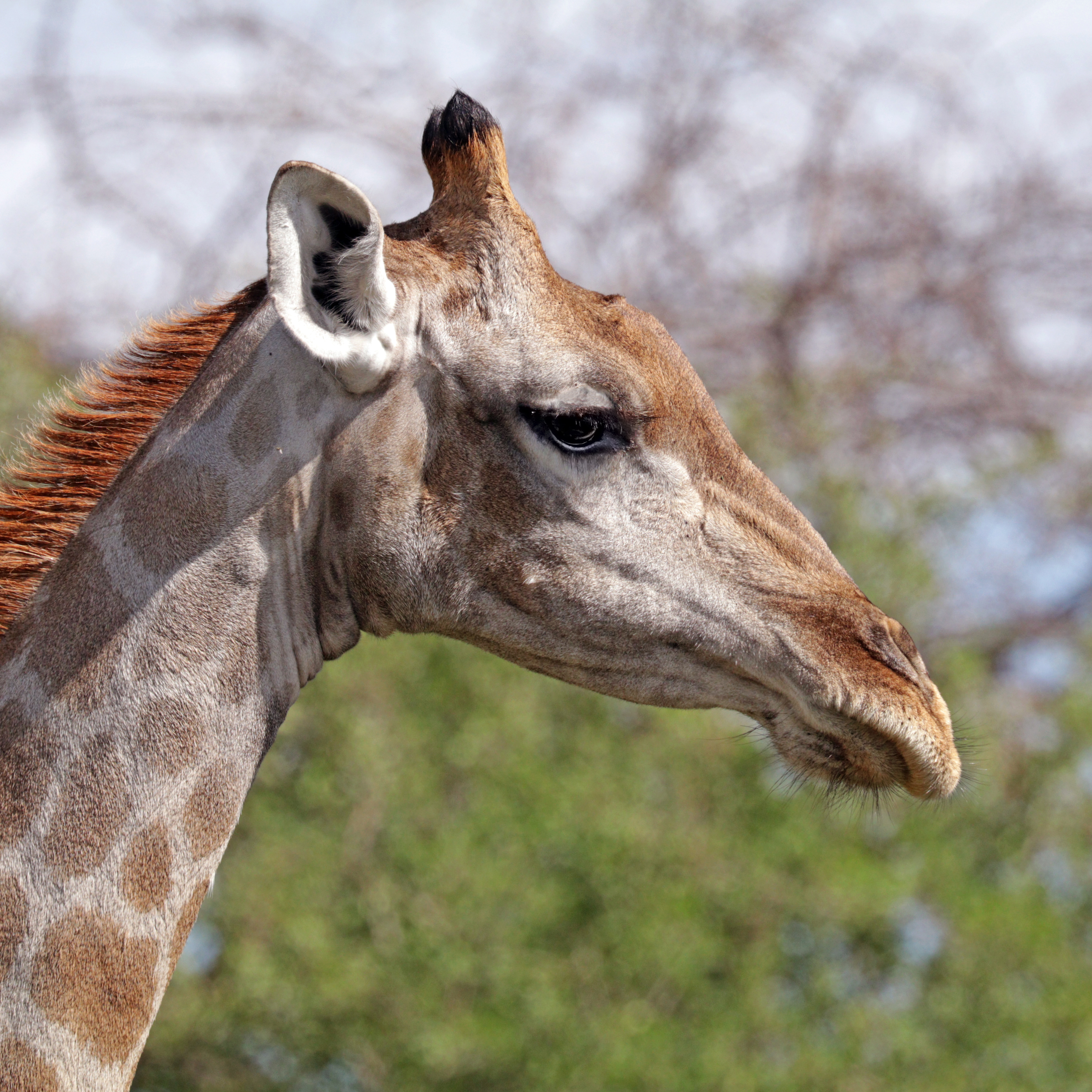
Giống cái
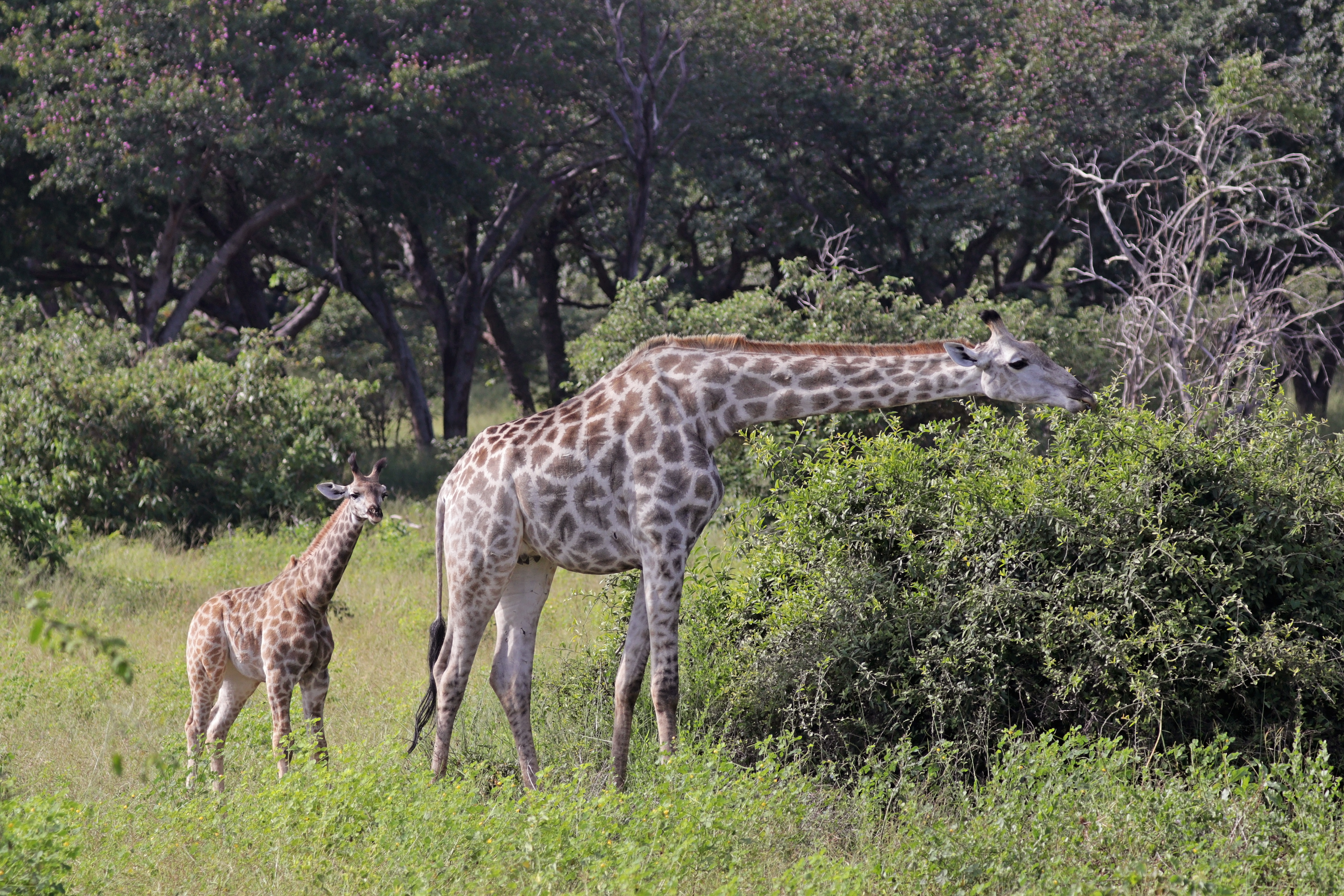
Con mẹ có thai 2 tháng

1. ↑  Muller, Z.; Bercovitch, F.; Brand, R.; Brown, D.; Brown, M.; Bolger, D.; Carter, K.; Deacon, F.; Doherty, J.B.; Fennessy, J.; Fennessy, S.; Hussein, A.A.; Lee, D.; Marais, A.; Strauss, M.; Tutchings, A.; Wube, T. (2016). “Giraffa camelopardalis”. 2016: e.T9194A109326950. doi:10.2305/IUCN.UK.2016-3.RLTS.T9194A51140239.en. Chú thích journal cần |journal= (trợ giúp)
2. ↑  Brown, David M; Brenneman, Rick A; Koepfli, Klaus-Peter; Pollinger, John P; Milá, Borja; Georgiadis, Nicholas J; Louis, Edward E; Grether, Gregory F; Jacobs, David K (2007). “Extensive population genetic structure in the giraffe”. BMC Biology (bằng tiếng Anh). 5 (1): 57. doi:10.1186/1741-7007-5-57. ISSN 1741-7007. PMC 2254591. PMID 18154651.
3. ↑  Winter, Sven; Fennessy, Julian; Fennessy, Stephanie; Janke, Axel (2018). “Matrilineal population structure and distribution of the Angolan giraffe in the Namib desert and beyond”. Ecological Genetics and Genomics. 7–8: 1–5. doi:10.1016/j.egg.2018.03.003. ISSN 2405-9854.
4. ↑  Flanagan, S. E.; Brown, M. B.; Fennessy, J.; Bolger, D. T. (2016). “Use of home range behaviour to assess establishment in translocated giraffes”. Afr. J. Ecol. 54: 365–374. doi:10.1111/aje.12299.
5. ↑  Fennessy, Julian; Bidon, Tobias; Reuss, Friederike; Kumar, Vikas; Elkan, Paul; Nilsson, Maria A.; Vamberger, Melita; Fritz, Uwe; Janke, Axel (2016). “Multi-locus Analyses Reveal Four Giraffe Species Instead of One”. Current Biology. 26 (18): 2543–2549. doi:10.1016/j.cub.2016.07.036. ISSN 0960-9822. PMID 27618261.